# Wilhelm Killing

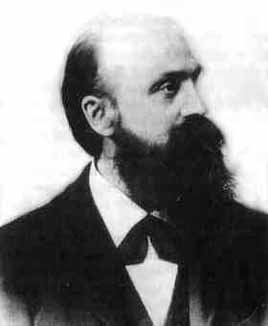
Wilhelm Killing

Wilhelm Karl Joseph Killing (Burbach, 10 mei 1847 - Münster, 11 februari 1923) was een Duits wiskundige, die belangrijke bijdragen heeft geleverd aan de Lie-algebra, Lie-groep en niet-euclidische meetkunde.
Hij heeft gestudeerd aan de Universiteit van Münster en later schreef hij zijn proefschrift in Berlijn in 1872. Hij gaf les in het gymnasium van 1868 tot 1872. Hij werd professor aan het seminarie-college in Braumsberg (nu Braniewo). Hij werd rector op het college en leider van de stadsraad. Hij was een gewaardeerd professor, en in 1892 werd hij professor aan de Universiteit van Münster.

## Geselecteerde werken

### Werk over niet-Euclidische meetkunde
- Killing, W. (1878) [1877]. “Ueber zwei Raumformen mit constanter positiver Krümmung”. Tijdschrift voor reine en angewandte wiskunde. 86: 72-83.
- Killing, W. (1880) [1879]. “De calculus in de niet-Euclidische ruimtevormen”. Journal für die reine und angewandte Mathematik. 89: 265-287.
- Killing, W. (1885) [1884]. “Die Mechanik in den Nicht-Euklidischen Raumformen”. Journal für die reine und angewandte Mathematik. 98: 1-48.